# فیلامنت چاپگر سه‌بعدی

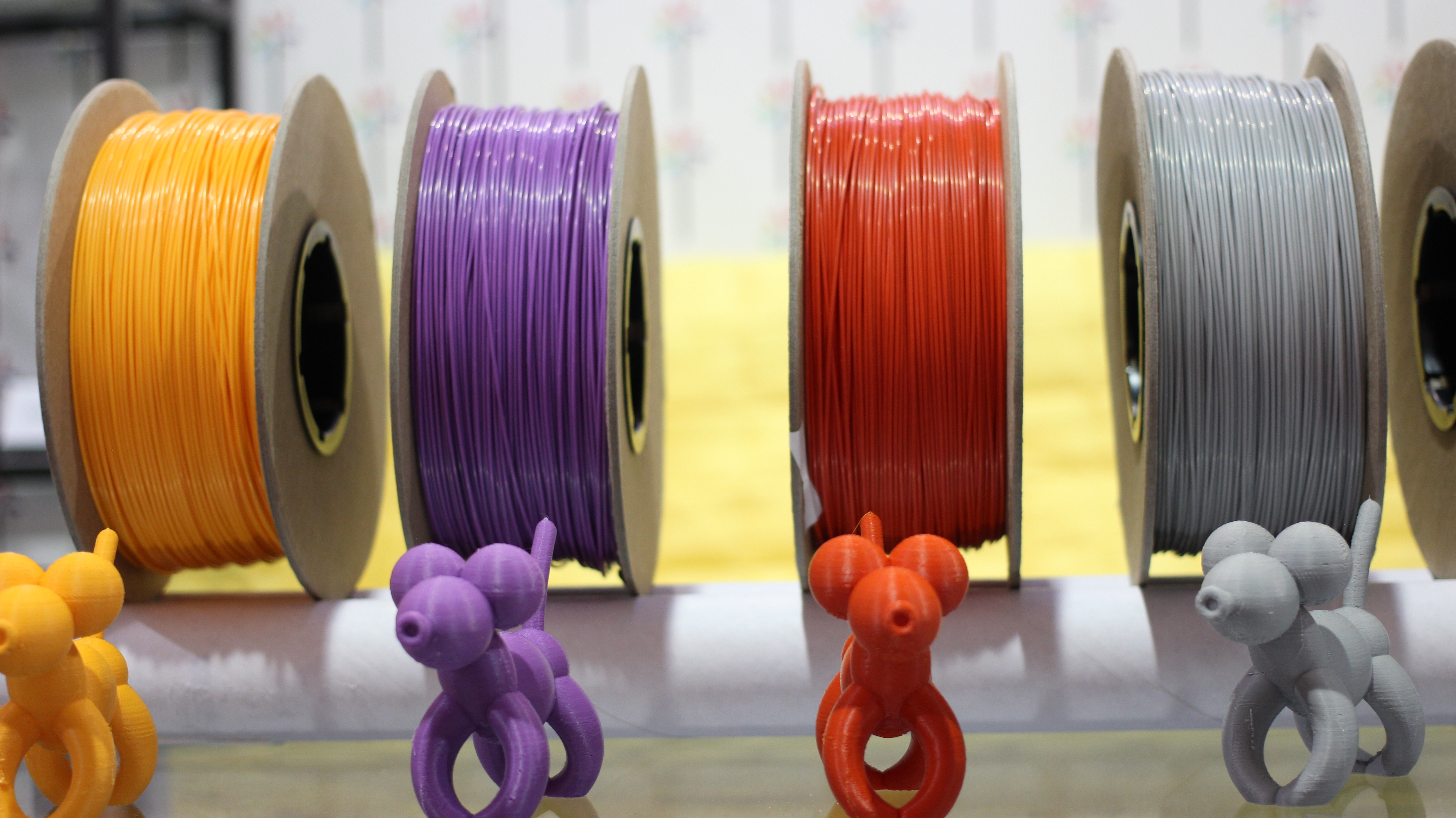
فیلامنت‌ها در رنگ‌های مختلف

متریال یا مواد مصرفی پرینترهای سه بعدی FDM که از رشته‌های پلیمری (پلاستیکی) ساخته می‌شود که به آن فیلامنت یا Filament می گویند و به شکل رولهای (اغلب) نیم و یک کیلوگرمی در بازار موجود است. فیلامنت‌ها در رنگ، جنس و ضخامت‌های مختلفی عرضه می‌شوند. این مواد بسته به دمای ذوب خود تغییر حالت داده و پرینتر سه بعدی از طریق نازل می‌تواند لایه‌ها را روی هم قرار دهد تا قطعه ساخته شود.
معمولاً ضخامت فیلامنت‌ها ۱٫۷۵ میلی‌متر است.

## فیلامنت ای‌بی‌اس
ای‌بی‌اس (ABS) مخفف آکریلونیتریل بوتادین استایرن است، که از ابتدای ساخته شدن پرینتر سه بعدی این ماده، ماده محبوبی بود. دمای ذوب این ماده بطور تقریبی ۲۲۵ درجه سانتیگراد است. نسبتاً محکم، مقداری ارتجاع پذیر و دمای شیشه آن حدود ۱۰۰ درجه سانتیگراد است. این مقدار دما، بالاتر از دمایی است که یک پلاستیک از حالت جامد به حالت دفرمگی تبدیل می‌شود. این ویژگی‌ها باعث می‌شود تا بر خلاف پلی لاکتیک اسید (PLA) بتوان قطعه چاپ شده رو در مکان‌هایی با دمای بالا به کار برد.
لایه‌های بیرونی آن را با استون صیقلی می‌کنند یا به اصطلاحی با استون پولیش کاری می‌کنند تا لایه لایه بودن سطح آن معلوم نباشد.
یکی از معایب چاپ سه بعدی ABS نیازمند بودن به بستر گرم است تا روی آن چاپ شود که همهٔ پرینترها این قابلیت را ندارند و همچنین هنگام چاپ از خود بوی بد و سمی ایجاد می‌کند که باعث حساسیت برخی افراد می‌شود، برای همین نیاز به تهویه مناسب دارد.
این ماده تجزیه پذیر نیست ولی قابلیت بازیافت دارد.

## فیلامنت PLA
پی‌ال‌ای (PLA) یا پلی لاکتیک اسید بسیار بین آماتورها و حرفه ای‌ها محبوب است. از پوست ذرت و نیشکر بدست آمده و برای همین تجزیه پذیر و طبیعت دوست است. این ماده در دمای بین ۱۹۰ تا ۲۱۰ درجه سانتیگراد ذوب می‌شود. هنگام کار بوی شیرینی پراکنده می‌کند. محصول چاپ شده با پی‌ال‌ای کیفیت چاپ بهتری نسبت به ای‌بی‌اس دارد.
از معایب آن می توان به دمای شیشه ای پایین ( ۶۰ درجه سانتی گراد ) آن اشاره کرد که کاربری آنرا در محیط های گرم محدود میسازد اما در محیط های کاری با دما پایین کابری مناسبی دارد.
کیفیت چاپ PLA بسیار بهتر از ABS است و قابلیت چاپ بهتری برای قطعات با لبه های تیز دارد.
این ماده به دلیل ریشه های اکولوژیکی بیشتر در صنعت چاپ سه بعدی محبوب شده است ، حتی در کاربردهای پزشکی و محصولات غذایی مورد استفاده قرار می گیرد.
این رشته دارای مشخصات مکانیکی مشابه رشته ABS نیست. بسیار مقاوم تر و انعطاف پذیر است.
حتی در این صورت، اگر پروژه پیچیدگی های مکانیکی عمده ای نداشته باشد، اغلب کار با آن توصیه می شود ، زیرا بسیار کاربری ساده تری دارد. به عنوان مثال ، PLA نیاز به عملیات خاصی بعد از چاپ ندارد.
در صورت نیاز می توان آن را سنباده زد و یا با کلروفرم برق انداخت و معمولاً ساپورت ها به راحتی جدا می شوند. 

## برخی فیلامنت‌های دیگر

### پی‌ای‌تی‌جی
رشته‌های پی‌ای‌تی‌جی (PETG یا Glycol Modified Polyethylene Terephthalate) در واقع یک نوع پی‌ای‌تی هستند که به آن گلیکول اضافه شده‌است و بیشتر برای محصولاتی پیشنهاد می‌شود که تنش و فشار ناگهانی به آنها وارد می‌شود مثل قاب موبایل و همچنین سمی نیستند و می‌توان برای چاپ لوازم خوراکی مثل فنجان از آن ها استفاده کرد.
این ماده برای ساخت بطری آب ، بسته بندی مواد غذایی و تعداد بیشماری از موارد معمول پلاستیکی استفاده می شود. این ماده در فرآیندهای شکل دهی حرارتی بسیار مورد استفاده قرار می گیرد و می تواند با الیاف شیشه ترکیب شده و رزینی ایجاد کند که در دنیای مهندسی مورد استفاده قرار می گیرد.
بیشتر غذاها و نوشیدنی ها با استفاده از PET نیز تحویل و بسته بندی می شوند. به طور خلاصه ، در بسیاری از محصولات مصرفی استفاده می شود ، به طوری که لیست همه آنها بسیار زیاد است.

### نایلون
رشته نایلون، همچنین پلی آمید هم نامیده می‌شوند، یکی دیگر از گزینه‌های محبوب هستند. این یک پلیمر مصنوعی است که قوی تر و با دوام تر از ABS و PLA و مقرون به صرفه تر است. همچنین انعطاف‌پذیر، سبک، مقاوم در برابر سایش دارد. انواع مختلفی از رشته‌های نایلون موجود است و آنچه که انتخاب می‌کنید بستگی دارد که کدام یک برای بودجه و نیازهای شما مناسب تر است. تفاوت بین آنها در توانایی‌های اتصال لایه رشته، استحکام کششی و جذب آب است.
به خاطر مقاومت و استحکام بالا بیشتر ابزارآلات و قطعات ماشین و ظروف و… با این فیلامنت پرینت می‌کنند.

### تی‌پی‌ای
یک پلاستیک بسیار انعطاف پذیر است (به نوعی انعطاف پذیرترین فیلامنت) که محصول چاپ شده آن مشابه لاستیک است. با این وجود، پرینترها با مصرف این ماده مشکل دارند چون بعضی اوقات هنگام چاپ باعث مسدود شدن لوله اکسترودر می‌شود.

### تی‌پی‌یو
همانند تی‌پی‌ای بسیار انعطاف‌پذیر است به خاطر همین ویژگی هم دارای بیشترین مقاومت ضربه ای است که در این مورد نیز مورد استفاده قرار می‌گیرد.

### اچ‌آی‌پی‌اس
High Impact Polystyrene. در واقع این فیلامنت همچون پی‌وی‌ای به عنوان فیلامنت دوم (ساپورت) استفاده می‌شود و یک پلاستیک فوق‌العاده قوی و بدون ضرر است، به طوری که برای چاپ ظروف غذایی هم استفاده می‌کنند.

### پی‌وی‌ای
پلی وینیل کلرید که همانند اچ‌آی‌پی‌اس به عنوان ساپورت به کار رفته و بیشتر برای چاپگرهایی که دو اکسترودر دارند استفاده میشود. همچنین زیست تخریب‌پذیر و غیرسمی است و در آب حل می‌شود.

### پی‌ای‌تی‌تی
نام طولانی آن پلی اتیلن تری متیلن ترفتالات است. این ماده قابل بازیافت و تجزیه‌پذیر است. به عنوان ظرف غذا هم می‌توان از آن‌ها استفاده کرد(غیر سمی است).

### پی‌ال‌ای آلیاژی
پی‌ال‌ای (PLA) می‌تواند با بسیاری از مواد ترکیب شود. بعضی آلیاژها می‌توانند ظاهر و بعضی خواص آنها را تغییر دهند. مثل:
پی‌ال‌ای+چوب (شامل فیبرهای چوب است. محصول آن بوی چوب می‌دهد این فیلامنت بیشتر برای طراحی و دکور به کار می‌رود)
پی‌ال‌ای+آجر (قطعات چاپ شده با این فیلامنت بسیار شبیه به مجسمه‌های شنی است)

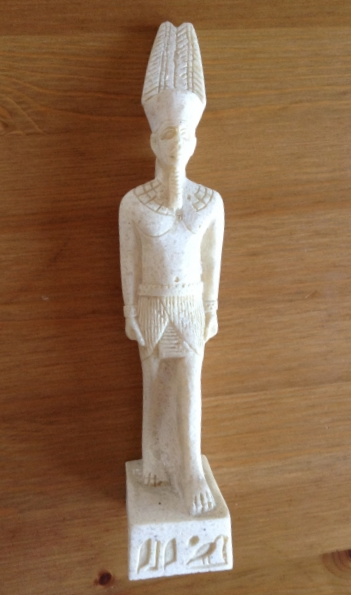
مجسمه ای که با استفاده از پرینتر سه بعدی از فیلامنت PLA+آجر استفاده شده

پی‌ال‌ای+برنز (این نوع فیلامنت را چون دارای ذرات برنز است، می‌توان پولیش کاری کرد)
و انواع دیگر مثل
پی‌ال‌ای، مس و پی‌ال‌ای، برنج و پی‌ال‌ای، فولاد ضدزنگ و پی‌ال‌ای، آهن و …

## جمع‌بندی
| فیلامنت    | خواص ویژه                                          | موارد استفاده                                                               | مقاومت | چگالی      | انعطاف‌پذیری | دوام  | دشواری پرینت کردن | دمای پرینت | دمای صفحه                | نکته ای برای پرینت                                               |
| ---------- | -------------------------------------------------- | --------------------------------------------------------------------------- | ------ | ---------- | ----------- | ----- | ----------------- | ---------- | ------------------------ | ---------------------------------------------------------------- |
| پی‌ال‌ای     | راحتی پرینت - تجزیه پذیری                          | محصولات مصرفی                                                               | متوسط  | 1240 kg/m³ | کم          | متوسط | کم                | ۱۸۰–۲۳۰    | نیازی به حرارت صفحه نیست |                                                                  |
| ای‌بی‌اس     | با دوام -مقاوم در برابر ضربه                       | قطعات کاربردی                                                               | متوسط  | 1010 kg/m³ | متوسط       | زیاد  | متوسط             | ۲۱۰–۲۵۰    | ۵۰–۱۰۰                   |                                                                  |
| پی‌ای‌تی‌جی   | انعطاف‌پذیر تر از PLA یا ABS -با دوام               | همه چیز                                                                     | متوسط  | 1270 kg/m³ | زیاد        | زیاد  | متوسط             | ۲۲۰–۲۳۵    | نیازی به حرارت صفحه نیست |                                                                  |
| نایلون     | مقاوم - منعطف - با دوام                            | همه چیز                                                                     | زیاد   |            | زیاد        | زیاد  | متوسط             | ۲۲۰–۲۶۰    | ۵۰–۱۰۰                   | رطوبت را جذب می‌کند برای همین در هنگام عدم استفاده مهر و موم شود. |
| تی‌پی‌ای     | بسیار انعطاف‌پذیر- شبیه لاستیک                      | قطعات الاستیک - قابل پوشیدن                                                 | کم     |            | زیاد        | متوسط | زیاد              | ۲۲۵–۲۳۵    | ۴۰                       | آهسته پرینت شود.                                                 |
| تی‌پی‌یو     | بسیار انعطاف‌پذیر- شبیه لاستیک                      | قطعات الاستیک - قابل پوشیدن                                                 | کم     |            | زیاد        | متوسط | زیاد              | ۲۲۵–۲۳۵    | نیازی به حرارت صفحه نیست | آهسته پرینت شود.                                                 |
| چوب        |                                                    | دکور خانگی                                                                  | متوسط  |            | متوسط       | متوسط | متوسط             | ۱۹۵–۲۲۰    | نیازی به حرارت صفحه نیست |                                                                  |
| اچ‌آی‌پی‌اس   | حل شونده - تجزیه پذیر                              | ساختارهای پشتیبانی هنگام استفاده از ABS در یک چاپگر اکستروژن دوگانه         | کم     | 1040 kg/m3 | متوسط       | زیاد  | متوسط             | ۲۱۰–۲۵۰    | ۵۰–۱۰۰                   |                                                                  |
| پی‌وی‌ای     | حل شونده - تجزیه پذیر - حلال آب - مقاوم برابر روغن | ساختارهای پشتیبانی هنگام استفاده از PLA یا ABS بر روی چاپگر اکستروژن دوگانه | زیاد   |            | کم          | متوسط | کم                | ۱۸۰–۲۳۰    | نیازی به حرارت صفحه نیست | رطوبت را جذب می‌کند برای همین در هنگام عدم استفاده مهر و موم شود. |
| پی‌ال‌ای فلز |                                                    | جواهرات                                                                     | متوسط  |            | کم          | زیاد  | زیاد              | ۱۹۵–۲۲۰    | نیازی به حرارت صفحه نیست | از نازل سخت و تقویت شده استفاده کنید.                            |
| پی‌ای‌تی‌تی   | قوی - منعطف - شفاف - واضح                          | قطعات کاربردی                                                               | زیاد   |            | زیاد        | زیاد  | متوسط             | ۲۳۵–۲۴۰    | نیازی به حرارت صفحه نیست |                                                                  |